# اولریش کارناتز
اولریش کارناتز (انگلیسی: Ulrich Karnatz؛ زادهٔ ۲ دسامبر ۱۹۵۲) قایقران روئینگ اهل آلمان شرقی بود.
وی در مسابقات کشوری و بین‌المللی در مجموع برندهٔ ۶ مدال طلا شده‌است.